# シューア・ツァッセンハウスの定理
シューア・ツァッセンハウスの定理は群論における定理であり、{\displaystyle G}  が有限群であり、その正規部分群 {\displaystyle N} の位数が商群 {\displaystyle G/N} と互いに素であるとき、{\displaystyle G} は {\displaystyle N} と {\displaystyle G/N} の半直積（または分裂拡大）である、というものである。この定理の別の表現は、有限群 {\displaystyle G} の任意の正規ホール部分群 {\displaystyle N} は {\displaystyle G} において補群を持つ、というものである。さらに、{\displaystyle N} または {\displaystyle G/N} のいずれかが可解群の場合、シューア・ツァッセンハウスの定理によれば、 {\displaystyle G} 内の {\displaystyle N} のすべての補群は互いに共役である。{\displaystyle N} または {\displaystyle G/N} のいずれかが可解であるという仮定は、常に満たされるため省略できるが、その事実のどの証明にも、はるかに難しいフェイト・トンプソンの定理を用いることが必要になる。
シューア・ツァッセンハウスの定理は、組成列において、特定の組成因子の集合を持つ群をどのように分類できるか？という疑問に少なくとも部分的に答えている。組成因子が互いに素な位数を持たない残りの場合は、群の拡大の理論で扱われる。

## 歴史
シューア・ツァッセンハウスの定理は、 ツァッセンハウス (1937, 1958, Chapter IV, section 7) によって導入された。彼がイサイ・シューアに帰した定理25は補群の存在を証明し、定理27は、{\displaystyle N} または {\displaystyle G/N} が可解であるという仮定の下で、すべての補群が共役であることを証明している。シューアの発表された著作の中で補群の存在を明示的に述べた記述を見つけることは容易ではないが、シューア乗数に関するシューア (1904, 1907) の結果は、正規部分群が中心に含まれる特殊な状況において補群の存在を示唆している。ツァッセンハウスは、奇数位数の群がすべて可解であれば、非可解群に対するシューア・ツァッセンハウスの定理が成り立つことを指摘し、これは後にフェイトとトンプソンによって証明された。エルンスト・ヴィットは、これがシュライアー予想からも導かれることを示した（このことに関するヴィットの1937年の未発表のメモについてはヴィット (1998, p.277) を参照）。だが、シュライアー予想は有限単純群の分類を用いてのみ証明されており、これはフェイト・トンプソンの定理よりもはるかに難しい。

## 例
互いに素な条件を課さない場合、定理は成り立たない：例えば、巡回群 {\displaystyle C_{4}} とその正規部分群 {\displaystyle C_{2}} を考えてみよう。{\displaystyle C_{4}} が {\displaystyle C_{2}} と {\displaystyle C_{4}/C_{2}\cong C_{2}} の半直積である場合、{\displaystyle C_{4}} は位数2の元を2つ含まなければならないが、実際には1つしか含まない。
{\displaystyle C_{4}} の分解（つまり半直積として表現すること）の不可能性を説明する別の方法は、{\displaystyle C_{2}} の自己同型が自明群であるため、
{\displaystyle C_{2}} とそれ自身との唯一の可能な半直積は直積であることを見ればよい（これはクラインの四元群を生じ、 {\displaystyle C_{4}} と同型ではない）。
シューア・ツァッセンハウスの定理が適用される例として、3つの記号上の対称群 {\displaystyle S_{3}} が挙げられる。この群には位数3の正規部分群（{\displaystyle C_{3}} と同型）があり、この部分群は {\displaystyle S_{3}} において指数2を持つ（ラグランジュの定理と一致する）。したがって、{\displaystyle S_{3}/C_{3}\cong C_{2}} となる。2と3は互いに素であるため、シューア・ツァッセンハウスの定理が適用され、{\displaystyle S_{3}\cong C_{3}\rtimes C_{2}} となる。{\displaystyle C_{3}} の自己同型群は {\displaystyle C_{2}} であり、{\displaystyle S_{3}} を生成する半直積に用いられる {\displaystyle C_{3}} の自己同型は、{\displaystyle C_{3}} の2つの非単位元を置換する非自明な自己同型であることに注意しよう。さらに、{\displaystyle S_{3}} の位数2の3つの部分群（いずれも {\displaystyle S_{3}} における {\displaystyle C_{3}} の補群として機能できる）は互いに共役である。
（付加的な）共役性の結論の非自明性は、クラインの四元群{\displaystyle V} を非例として用いて説明できる。{\displaystyle V} の3つの真部分群（どれも位数2）はすべて {\displaystyle V} において正規である。これらの部分群の1つを固定すると、残りの2つの（真）部分群はいずれも {\displaystyle V} において補群となるが、{\displaystyle V} のこれら3つの部分群はいずれも他の部分群と共役ではない。なぜなら、{\displaystyle V} はアーベル群だからである。
四元数群は位数4と位数2の正規部分群を持つが、半直積ではない。20世紀初頭のシューアの論文では、 {\displaystyle C_{4}} や四元数群などの例を扱うために中心拡大の概念が導入された。

## 証明
有限群 {\displaystyle G} の正規ホール部分群 {\displaystyle H} の補群の存在は、以下の手順で証明できる：
1. {\displaystyle G} の位数に関する帰納法により、任意のより小さな群に対してそれが真であると仮定できる。
2. {\displaystyle H} がアーベル群である場合、補群の存在はコホモロジー群 {\displaystyle H^{2}(G/H,H)} が消滅すること（{\displaystyle G} と {\displaystyle G/H}は互いに素な位数を持つため）から、またすべての補群が共役であることは {\displaystyle H^{1}(G/H,H)} が消滅することから導かれる。
3. {\displaystyle H} が可解群である場合、{\displaystyle H} には非自明なアーベル部分群 {\displaystyle A} が存在する。{\displaystyle A} は {\displaystyle H} の特性部分群であり、したがって {\displaystyle G} の正規部分群である。シューア・ツァッセンハウスの定理を {\displaystyle G/A} に適用すると、証明は前の手順で示した {\displaystyle H=A} がアーベル群である場合に帰着する。
4. {\displaystyle H} の任意の p-シロー部分群 {\displaystyle P} の正規化群 {\displaystyle N=N_{G}(P)}が {\displaystyle G} に等しい場合、{\displaystyle H} は冪零であり、特に可解であるため、定理は前段から導かれる。
5. {\displaystyle H} のある p-シロー部分群 P の正規化群 {\displaystyle N=N_{G}(P)} が {\displaystyle G} より小さい場合、帰納法によってシューア・ツァッセンハウスの定理が {\displaystyle N} に対して成立し、{\displaystyle G=NH} であるため、{\displaystyle N} における {\displaystyle N\cap H} の補群は {\displaystyle G} における {\displaystyle H} の補群になる。